# 巴尔德韦尔德哈
巴尔德韦尔德哈，是西班牙卡斯蒂利亚-拉曼恰托莱多省的一个市镇。总面积68平方公里，总人口746人（2001年），人口密度11人/平方公里。